# Bezirk Dietikon
Bezirk Dietikon är ett av de tolv distrikten i kantonen Zürich i Schweiz. 

## Indelning
Distriktet består av 11 kommuner:
- Aesch
- Birmensdorf
- Dietikon
- Geroldswil
- Oberengstringen
- Oetwil an der Limmat
- Schlieren
- Uitikon
- Unterengstringen
- Urdorf
- Weiningen